# Paratrachichthys fernandezianus
El pez papel de lija es la especie Paratrachichthys fernandezianus, un pez marino de la familia traquictíidos, distribuida por el sudeste del océano Pacífico, donde es un endemismo de las islas Desventuradas y del archipiélago Juan Fernández, ambos grupos de islas de Chile.
Tiene muy ásperos los laterales, con aspecto de papel de lija al tacto, de donde recibe su nombre común.

## Hábitat
Es un pez que prefiere vivir en las aguas profundas de estas islas, pegado al fondo donde se esconde en los arrecifes durante el día, posiblemente para salir a alimentarse durante la noche como otras especies de esta familia. Sin embargo, varios ejemplares fueron capturados en la zona fótica a 20 metros de profundidad tan solo.
A pesar de su reducida área geográfica, dos grupos de islas en la costa chilena, no se le considera una especie amenazada pues estas islas están protegidos y los alrededores están deshabitados.